# Macambira
Macambira är en kommun i Brasilien.   Den ligger i delstaten Sergipe, i den östra delen av landet, 1 300 km nordost om huvudstaden Brasília. Antalet invånare är 6 411. Arean är 137 kvadratkilometer.
Terrängen i Macambira är huvudsakligen platt, men söderut är den kuperad.
Omgivningarna runt Macambira är huvudsakligen savann. Runt Macambira är det ganska tätbefolkat, med 90 invånare per kvadratkilometer.